# Mihailovca, Florești
Mihailovca este un sat din cadrul comunei Prajila din raionul Florești Republica Moldova.

## Demografie
Conform recensământului populației din 2004, satul Mihailovca avea 330 de locuitori: 297 moldoveni/români, 31 ucraineni și 2 ruși.